# Schütz Ila
Schütz Ila (Budapest, 1944. január 5. – Budapest, 2002. december 11.) Jászai Mari-díjas magyar színművésznő, érdemes és kiváló művész.

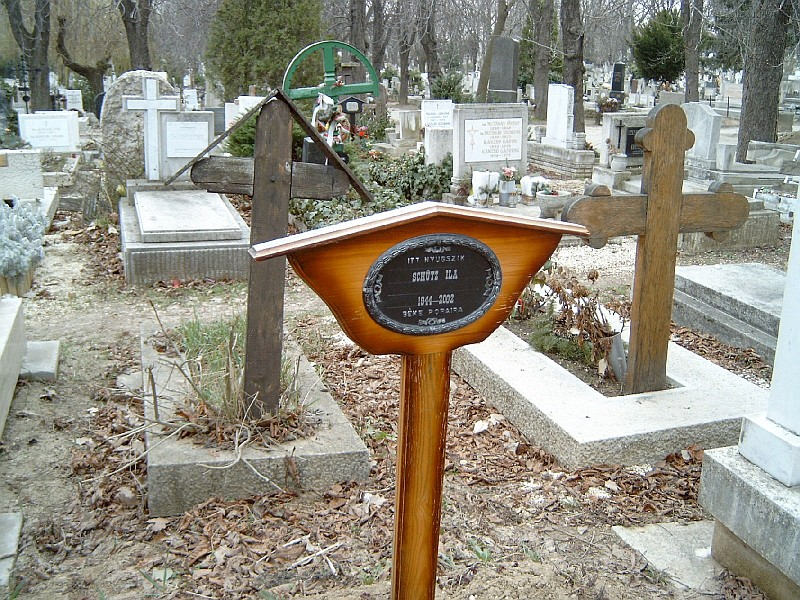
Schütz Ila egykori sírja Budapesten. Farkasréti temető: 25-4-45. Közel tíz évvel halála után méltó sírkövet állítottak neki

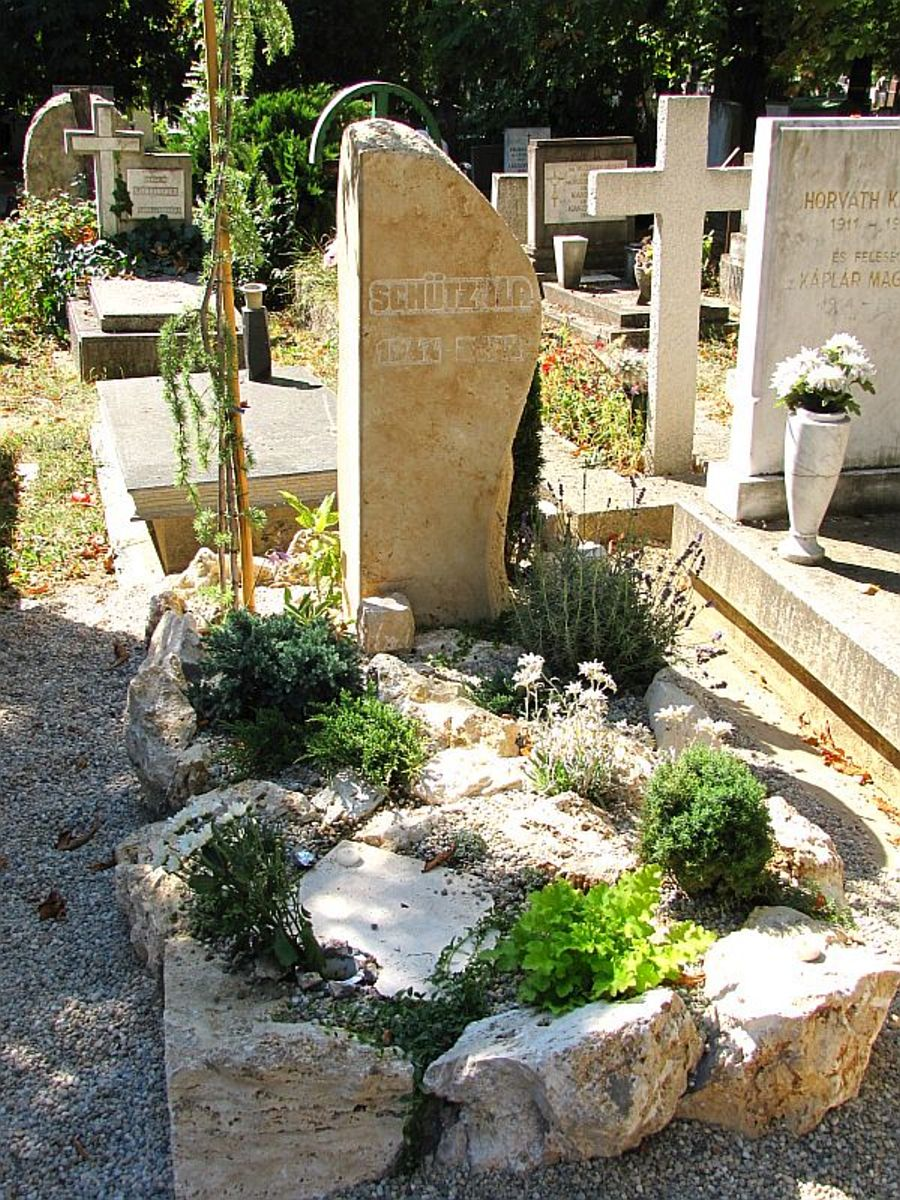
Sírja a Farkasréti temetőben 2012-ben. (25-4-45.)

## Életpályája
1962–1964 között a Margit Kórház adminisztrátora volt. 1963-ig amatőr színjátszó társulatokban szerepelt. 1964-től az Egyetemi Színpad tagja volt, és mellette a Mafilm Filmszínészképző Stúdiójának hallgatója. 1969-ben kapott színészi diplomát a Színház- és Filmművészeti Főiskolán, Szinetár Miklós osztályában. Főiskolásként mesélte:

„Négyszer futottam neki a felvételinek, míg sikerült. De sikerült. A főiskolán rendre görög tragikai, meg öregasszony- és mama- feladatokat kaptam. De csak annál jobb érzés — visszafiatalodni…”

 Egy évadot töltött a Mikroszkóp Színpadnál, 1970-től pedig a Madách Színház művésznője lett. Vendégként fellépett a Reflektor Színpadon, az Arizona Színházban, a Radnóti Színpadon, a Karinthy Színházban, a Budaörsi Játékszínben. 1994-től a József Attila Színház társulatához tartozott. Több mint 300-szor alakította Doris szerepét Bernard Slade: Jövőre, veled, ugyanitt! című darabjában Sztankay István partnereként. Ezt a kétszereplős vígjátékot ők játszották először Magyarországon, a bemutató 1978. november 23-án volt a Madách Színház Kamaraszínházában.
2002-ben nyilatkozta:

„A vígjátékokban, bohózatokban aratott sikereim dacára bevallom: legjobban a mély drámákat szeretem. A látszat ellenére nem komika, hanem született tragika vagyok. Szerencsére a Madách Színházban három-négy évente kaptam egy-egy jó Molière-, Shakespeare- vagy Miller-szerepet. Talán azért olyan széles a palettám, mert a stílusérzék a legerősebb képességem. Egyszerűen ezzel születtem.”

## Magánélete
Első férje Halász Mihály operatőr volt, akitől három év után, 1970-ben elvált. Később hozzáment Dégi István színészhez, gyermekük, Zsolt 1976-ban született. Öt év után váltak el. Válása után egy ideig válóperes ügyvédjével élt együtt. Harmadik férjével is szakított, Török Tamás taxisofőrként dolgozott, majd Ila titkára lett.

## Halála
2002. december 9-én este még fellépett a József Attila Színház Léni néni című vígjátékában, majd két nappal később lakásának fürdőkádjában holtan találtak rá. Halálát véletlenszerű gyógyszertúladagolás és áramütés is okozhatta. Öngyilkosságát megerősítő bizonyíték a halála körülményeiből nem derült ki egyértelműen.

## Színházi szerepei
- Übü mama (Alfred Jarry: Übü király, avagy a 'lengyelek')
- Laure (Claude Magnier: Mona Marie mosolya)
- Viola (Móricz Zsigmond: Légy jó mindhalálig)
- Khadija (Szép Ernő: Azra)
- Szőke (Dario Fo: Az angyalok nem játszanak flippert)
- Julis (Szomory Dezső: Hermelin)
- Dolly (George Bernard Shaw: Sosem lehet tudni)
- Liza (Alekszandr Szergejevics Gribojedov: Az ész bajjal jár)
- Örzse (Németh László: Bodnárné)
- Susanna (Hubay Miklós: Álomfejtés)
- Mása (Anton Pavlovics Csehov: Sirály)
- Jill Tanner (Abby Gershe: A pillangók szabadok)
- Hecker Erzsébet (Polgár András: A szembesítés eredménytelen)
- Kornél; Anya (Szép Ernő: Vőlegény)
- Dolores (Karinthy Ferenc: Hosszú weekend)
- Kalérija írónő (Makszim Gorkij: Nyaralók)
- Petronka (Bródy Sándor: Mátyás király házasít)
- Mrs. Molloy (Billy Wilder: A házasságszerző)
- Rosaline (William Shakespeare: Lóvátett lovagok)
- Adriana (William Shakespeare: Tévedések vígjátéka)
- Gizella (Szabó Magda: Régimódi történet)
- Madeleine Béjart (Molière: A versailles-i rögtönzés)
- Dorine (Molière: Tartuffe)
- Doris (Bernard Slade: Jövőre, veled, ugyanitt)
- Petronella (Marin Držić: Dundo Maroje)
- Natasa (Csehov: Három nővér)
- A művésznő (Ronald Harwood: Az öltöztető)
- Fruzsina (Molière: A fösvény)
- Malacka (Alan Alexander Milne: Micimackó)
- Szonya (Csehov: Ványa bácsi)
- Borbála (Háy Gyula: Isten, császár, paraszt)
- Claudia Faith Draper (Topor: A bolond)
- Olga (Bächer Iván: Oszkár)
- Mária (Shakespeare: Vízkereszt, vagy amit akartok)
- Phoebe (Bernard Slade: Romantikus komédia)
- Maya (Arthur Miller: Az érseki palota mennyezete)
- Antónia (Fo-Rame: Nyitott házasság)
- Bernarda (Federico García Lorca: Bernarda Alba háza)
- Hercegnő (Nino Manfredi–Nino Marino: Könnyű erkölcsök)
- Kamilla (Molnár Ferenc: Liliomfi)
- Jacqueline (Marc Camoletti: Hatan pizsamában)
- Az anya (Jean Anouilh: Romeo és Jeannette)
- Helen Hobart (Kaufamn-Hart: Egyszer az életben)
- Eugénia (Molnár Ferenc: Olympia)
- Orsósné (Göncz Árpád: Pesszimista komédia)
- Bódogné (Szakonyi Károly: Adáshiba)
- Miss Furnival (Peter Shaffer: Black comedy)
- Ápolónő (Ray Cooney: A miniszter félrelép)
- Geraldin (Aszlányi Károly: Amerikai komédia)
- A mama (Neil Simon: Luxuslakosztály)
- Sifra (Efrájim Kishon: A házasságlevél)
- Dotty Otley (Michael Frayn: Ugyanaz hátulról)
- Latour asszony (Georges Feydeau: Az Úr „vadászni” jár)
- Julia (Ken Ludwig: Botrány az Operában)
- Juanita (Henri Keroul–Albert Barre: Léni néni)

## Filmjei

### Játékfilmek
- Csend és kiáltás (1967)
- Krebsz, az isten (1969)
- Szemüvegesek (1969)
- Hazai pálya (1969)
- Ismeri a szandi mandit? (1969)
- Arc (1970)
- Szép lányok, ne sírjatok! (1970)
- Sárika, drágám (1971)
- Végre, hétfő! (1971)
- Madárkák (1971)
- Nyulak a ruhatárban (1971)
- Emberrablás magyar módra (1972)
- Hahó, a tenger! (1972)
- A Pendragon legenda (1974)
- Sosem lehet tudni (1974)
- Árvácska (1976)
- Egyszeregy (1978)
- Vőlegény (1982)
- Viadukt (1983)
- Házasság szabadnappal (1983)
- Eszterlánc (1984)
- Amerikából jöttem... (1989)
- Emberrabló lányok (1990)
- A napfény íze (1999)
- Hamvadó cigarettavég (2001)
- Valami Amerika (2001)

### Tévéfilmek
- Bors (1968)
- A talpsimogató (1968)
- Tisztújítás (1970)
- Őrjárat az égen 1-4. (1970)
- Sose fagyunk meg (1970)
- A tetovált nő (1971)
- Rózsa Sándor (1971)
- Vidám elefántkór (1971)
- Heten, mint a gonoszok (1972) – Lórika
- Az ördög cimborája (1972)
- Megtörtént bűnügyek (1973)
- Egy filozopter szerelmei (1973)
- Palacsintás király 1-2. (1973)
- Irgalom 1-3. (1973)
- A lámpás (1973)
- Ficzek úr (1974)
- A medikus (1974)
- A házasságszédelgő (1975)
- A bohóc felesége (1975)
- Micsoda idők voltak (1975)
- Égszakadás, földindulás (1976)
- Bodnárné (1977)
- Régimódi történet (1977)
- Mozgófénykép (1977)
- Nyúlkenyér (1977)
- Haszontalanok (1977)
- A fantasztikum betör a detektívregénybe, avagy Daibret felügyelő utolsó nyomozása (1977)
- Csillag a máglyán (1979)
- Használt koporsó (1979)
- Ingyenélők (1979)
- Adáshiba (1979)
- Nőuralom (1981)
- Papucshős (1982)
- A 78-as körzet (tv-sorozat, 1982)
- Szomory Dezső: Györgyike, drága gyermek - tévéfilm (1983)
- Legyél te is Bonca! (1984)
- Szemenszedett igazság (1984)
- Szeret-e még? (1984)
- Torta az égen (1984)
- Villámfénynél (1985)
- Ők tudják, mi a szerelem (1985)
- Szemben a Lánchíd oroszlánja (1995)
- Aranyoskáim (1996)
- Eklézsia megkövetés (1986)
- Szeressük egymást gyerekek! (1996)
- Az öt zsaru (1998)
- Valaki kopog (2000)
- A tigriscsíkos kutya (2001)
- Hotel Szekszárdi (2002)
- Ötvenéves találkozó (2002)

## Hangjátékok
- Hárs László: Harc az osztályért (1969)
- Kisfaludy Károly: Kérők (1970)
- Gleb Uszpenszkij: Az őrházikó (1971)
- Czakó Gábor: A szoba (1972)
- László Anna: Békés szombat éjszaka (1973)
- Örkény István: Tóték (1974)
- Bendová, Krista: Egy öreg ház három csodája (1976)
- Csurka István: Defenzív vezetés (1978)
- Kocsonya Mihály házassága - Ismeretlen szerző közjátéka (1978)
- Fontane, Theodor: Effi Briest (1979)
- Feleki László: Világtörténeti panasziroda (1981)
- Karc: 1981. nyári kiadás (1981)
- Mándy Iván: Szép álmokat, kislány (1982)
- Edgar Wallace: Fecsegő felügyelő esetei (1984)
- Bárdos Pál: A Kancsal és a démonok (1985)
- Eljössz hozzám karácsonykor? (1985)
- Vathy Zsuzsa: Szállodaház (1986)
- Vészi Endre: A leselkedő (1986)
- Musierowicz, Malgorzata: Hazugságaim (1988)
- Nesin, Aziz: Hogyan harcoltam a demokráciáért (1989)
- Mészöly Miklós: Ablakmosó (1992)
- Nagy Ignác: A vendégszerep (1994)
- Móricz Zsigmond: Groteszk (1996)
- Bertha Bulcsu: Utazás fehér lavórban (1997)
- Csiky Gergely: Kaviár (1997)
- Stella Adorján: Kutya van a kertben (1997)

## Díjai
- Jászai Mari-díj (1974)
- Érdemes művész (1981)
- Déryné-díj (1997)
- Kiváló művész (1999)
- Magyar Filmkritikusok Díja – Legjobb női epizódszereplő (2003) /posztumusz/

## Róla
- Sas György: Újra veled, ugyanitt – Schütz és Sztankay (Editorg Kiadó, Budapest, 1989) ISBN 963-02-6755-1